# IC 1386
IC 1386 — галактика типу E-S0 (еліптична спіральна галактика) у сузір'ї Козоріг.
Цей об'єкт міститься в оригінальній редакції індексного каталогу.